# Aporosa macrophylla
Aporosa macrophylla  (лат.) — вид двудольных растений рода Aporosa семейства Филлантовые (Phyllanthaceae). Под текущим таксономическим названием был описан швейцарским ботаником Иоганнесом Мюллером Ааргауским в 1866 году.

## Распространение, описание
Эндемик Мьянмы, распространённый от округа Пегу до Танинтайи.
Нанофанерофитное либо фанерофитное растение. Дерево высотой 6—8 м с массивными ветвями. Листья крупные, от яйцевидной до продолговато-яйцевидной формы. Плоды жёлтого цвета.

## Синонимы
Синонимичное название-базионим — Lepidostachys macrophylla Tul..